# 鶴岡蘆水
鶴岡 蘆水（つるおか ろすい、生没年不詳）とは、江戸時代中後期の浮世絵師。

## 来歴
師系不詳。通称は金次。翠松斎と号す。江戸下谷金杉に住み、天明（1781年 - 1789年）から文政（1818年 - 1830年）年間にかけて活躍した。天明元年（1781年）に刊行された、代表作『東都隅田川両岸一覧』（沢田東江題及び跋）の筆者として知られる（後述）。他に翌天明2年（1782年）刊行の彩色絵本『歌仙百錦集』も知られており、この作品は紅葉の百態に歌仙（俳諧）の言葉を添えた絵本である。

## 東都隅田川両岸一覧
『東都隅田川両岸一覧』は隅田川の東岸と西岸とを乾坤二巻に描き分けた、木版手彩色の巻物（または折本）である。乾巻（東巻）は、正月で凧が上がった永代橋から川を上り、深川寺町、新大橋、一ツ目弁天、回向院、人々で賑わう夏の両国橋、紅葉の中の多田薬師堂と大川橋（吾妻橋）、雪景色の千住大橋と筑波山までを写す。坤巻（西巻）は、真崎稲荷（石濱神社）付近から川を下り、今戸町、煙が上がる今戸の瓦焼き、遠景の新吉原と金龍山聖天宮、花川戸町、浅草寺、大川橋、桜の上野、雨の両国橋、新大橋、花火の上がる中洲、紅葉の永代橋と佃島、雪を被った富士で終わる。乾巻は題字2枚と絵10枚、坤巻は絵18枚と跋文2枚の内容である。全巻の版刻は関根柯影により、黒い線のみを版刻し、その上に数色の筆彩を加えたものであった。
隅田川両岸一覧の版画としては、この作品をもって嚆矢とされる。ただし、本作の基本構成は、狩野休栄筆「隅田川長流図巻」（3巻、大英博物館蔵）に依拠しており、乾巻は中巻、坤巻は上下巻を参考にしている。跋文が行書体で記された、東洋文庫本、国文学研究資料館本、大倉集古館本の系統と、楷書体で記された国立国会図書館本の二系統あり、前者のほうが初印である可能性が高いとされている。